# 밍더 조선족 향
밍더 조선족 향(중국어: 明德朝鲜族乡, 중국조선어: 명덕조선족향)은 중화인민공화국 헤이룽장성 지시시 지둥현 관할하에있는 조선족 민족향이다  .